# William Brownfield
William R. Brownfield, né en 1952 à Austin au Texas, est le secrétaire d'État assistant des États-Unis pour le Bureau for International Narcotics and Law Enforcement Affairs de 2011 à 2017.
Il a auparavant été ambassadeur des États-Unis au Chili, au Venezuela puis en Colombie.

## Biographie

### Ambassadeur en Colombie
Il signe le 30 octobre 2009 avec le ministre des affaires étrangères colombien Jaime Bermúdez un accord autorisant l’armée américaine à opérer à partir de sept bases militaires colombiennes. Un document du département américain précise que cet accord s'inscrit dans le cadre de la mise en œuvre d’« un spectre complet d’opérations dans une sous-région critique de notre hémisphère où la sécurité et la stabilité sont sous la constante menace d’insurrections narcoterroristes, de gouvernements antiaméricains, d’une pauvreté endémique et de constants désastres naturels ».

### Activités au Venezuela
Il explique dans une note diplomatique en 2006 que le travail des États-Unis au Venezuela consiste à « renforcer les institutions démocratiques ; pénétrer la base politique du régime ; diviser le chavisme ; protéger les intérêts vitaux des États-Unis ; isoler Chavez internationalement  »